# 常州外国语学校
常州外国语学校（英語：Changzhou Foreign Languages School），简称常外，创办于2001年8月，是位于中华人民共和国江苏省常州市新北区的非营利性完全中学。

## 校训

### 校训
志存高远，求是创新。

### 学校使命
为发现生命的意义而存在和准备。

### 学校愿景
专注于有生命力的教育，让每个生命尽情绽放。

### 价值取向
以人为本，立足当下，着眼未来。

### 育人目标
培养“未来世界活跃而负责任的公民”。

### 成长准则
做最好得自己，能有益于他人。
男生“担当·挺拔”，女生“独立·优雅”。

### 战略选择
精心于教育筹划，精致于教育行动，精彩于生命成长。